# Tradimento (film 1937)
Tradimento (Her Husband's Secretary) è un film del 1937, diretto da Frank McDonald con la supervisione di Bryan Foy.

## Trama
Nonostante lui sia senza un soldo, Carol Blane si innamora di Bart Kingdon, un bel meccanico. Andando contro i consigli dell'amica Diane che le suggerisce di intrecciare una relazione con il suo capo, un uomo sposato, Carol sposa invece il meccanico. Il giorno delle nozze, Bart viene chiamato al capezzale del padre che sta morendo. Questi, il ricco Dan Kingdon, lascia la sua azienda alla coppia di sposi.
Bart si mette a lavorare di gran lena e, quando la segretaria di suo padre si dimette perché si sposa, il giovane - su suggerimento di Carol - assume Diane. La nuova segretaria è troppo bella per convincere zia Agatha che mette sull'avviso Carol dei pericoli cui può andare incontro. Ma Carol si fida dell'amore del marito. Quando però questi comincia a lavorare troppo a lungo in ufficio, si convince di stare per perdere Bart.
Dopo che un viaggio di lavoro viene annullato, Bart si trova in una capanna nei boschi dell'Oregon. Diane prende la palla al balzo per restare sola con lui. Ora il sospetto di Carol prende consistenza e lei si rende conto che l'amica ha delle mire su suo marito. Così li segue in Oregon dove ha uno scambio piuttosto vivace con Diane. Poi, però, lascia soli i due. Un incendio, nel frattempo, sta divampando nei boschi, dirigendosi verso la capanna. Quando i due occupanti cercano di fuggire, Bart viene colpito e sviene, mentre Diane fugge via. Ma viene intercettata da Carol che la costringe a tornare indietro. In mezzo alle fiamme, le due donne trovano Bart ancora incosciente e, insieme, riescono a portarlo via, sottraendolo a una morte sicura.
Riconoscendo il vero amore, Bart licenzia la segretaria e si riconcilia con la moglie.

## Produzione
Il film fu prodotto dalla First National Pictures e dalla Warner Bros. Pictures. Venne girato negli studi della Warner Brothers di Burbank, al 4000 di Warner Boulevard.

## Distribuzione
Distribuito dalla Warner Bros. Pictures e dalla Vitaphone, uscì nelle sale cinematografiche statunitensi il 26 febbraio 1937.